# San Miguel Corporation
San Miguel Corporation o SMC è un'azienda filippina specializzata nella produzione di alimentari, la più grande società di alimenti e bevande del Paese e dell'intero Sudest asiatico con più di 24.000 dipendenti operanti in oltre 100 strutture principali in tutta la regione dell'Asia Pacifica.

## Storia
Il suo prodotto di punta, la Birra San Miguel, è tra le prime dieci marche di birra più vendute al mondo, esportata in Asia, negli Stati Uniti d'America e in varie capitali europee. Al 2016 è commercializzata in 40 paesi.
A partire dal 2008 la San Miguel Corporation ha iniziato ad ampliare il proprio raggio d'attività, venturandosi nel settore petrolifero (Petron Corporation), nell'energia e nella petrolchimica. Dall'aprile 2012 al settembre 2014 ha posseduto un'ampia quota della Philippine Airlines.

## Rappresentativa calcistica
La rappresentativa di calcio dell'azienda ha vinto il Campionato filippino di calcio 1983-1984.